# AEW World Championship
L'AEW World Championship (que l'on peut traduire par championnat du monde de l'AEW) est un championnat de catch (lutte professionnelle) utilisé par la All Elite Wrestling.
Le champion actuel est "Hangman" Adam Page, qui en est à son second règne. Il a remporté le titre en battant Jon Moxley par soumission dans un Texas Death match, le 12 juillet 2025 à All In.

## Historique

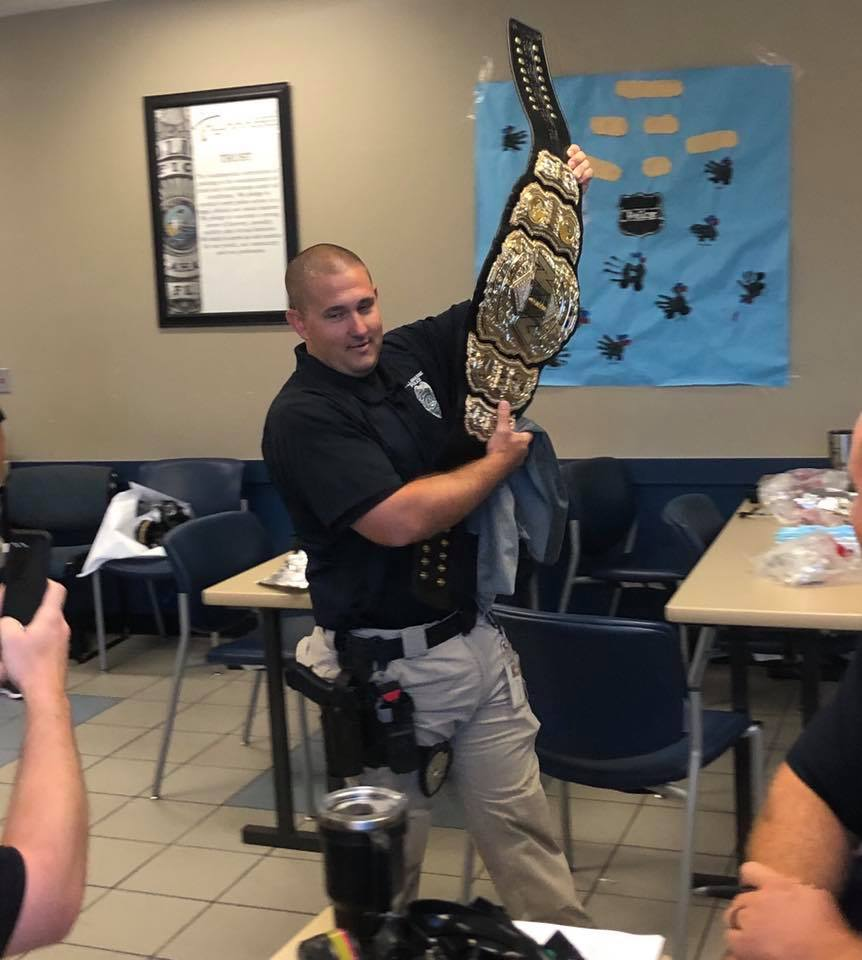
Un policier montrant la ceinture de champion du monde de l'AEW après l'avoir retrouvée.

Le 25 mai 2019, l'All Elite Wrestling (AEW) organise Double or Nothing où Bret Hart présente au public la ceinture de champion du monde de l'AEW. annonce que Chris Jericho va affronter « Hangman » Adam Page dans un match pour désigner le premier champion le 31 août à All Out. Le 31 août au cours de All Out, Chris Jericho l'emporte face à Adam « Hangman » Page. Le 3 septembre, Chris Jericho se fait voler sa ceinture de champion,. Ce jour-là, il se rend en limousine de location dans un restaurant de Tallahassee et a laissé la ceinture dans le véhicule. Après s'en être aperçu, il contacte le chauffeur qui ne retrouve pas la ceinture. Jericho dépose alors une plainte au commissariat de Tallahassee qui retrouve la précieuse ceinture le lendemain.

### Real World Champion

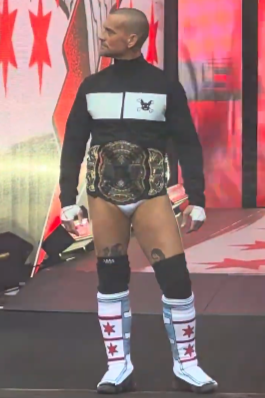
CM Punk, avec le "Real World Championship" non officiel.

CM Punk est revenu à l'AEW pour le premier épisode de Collision le 17 juin 2023. Au cours de son promo , il tenait un sac rouge qu'il a décrit comme contenant « quelque chose qu'il n'a jamais perdu ». Le mois suivant , Punk a dévoilé le contenu du sac pour être la ceinture du Championnat du monde AEW qu'il avait remporté au All Out. Il s'est ensuite qualifié de "champion du monde réel" car il n'a jamais été vaincu pour le titre, puis a peint à la bombe un X noir sur la plaque centrale (le X étant un symbole que Punk avait utilisé tout au long de sa carrière en référence à son bord droit) . mode de vie). Bien que le « Real World Championship » n'ait pas été officiellement reconnu par l'AEW, Punk a défendu le titre sur la programmation de l'AEW. Cependant, à la suite d'un incident légitime dans les coulisses survenu à All In le 27 août, le contrat de Punk a été résilié et le « Championnat du Monde Réel » a ensuite été abandonné.

## Historique des règnes
| #    | Champion            | Règne | Date              | Durée en jours | Évènement                  | Lieu                       | Notes | Réf    |
| ---- | ------------------- | ----- | ----------------- | -------------- | -------------------------- | -------------------------- | --- | ------ |
| 1    | Chris Jericho       | 1er   | 31 août 2019      | 182            | All Out                    | Hoffman Estates (Illinois) | Il bat "Hangman" Adam Page pour devenir le premier champion du monde de l'histoire. | [ 3 ]  |
| 2    | Jon Moxley          | 1er   | 29 février 2020   | 277            | Revolution                 | Chicago (Illinois)         | Il bat Chris Jericho pour devenir le second champion du monde. | [ 7 ]  |
| 3    | Kenny Omega         | 1er   | 2 décembre 2020   | 346            | Dynamite: Winter is Coming | Jacksonville (Floride)     | Il bat Jon Moxley pour devenir le troisième champion du monde. | [ 8 ]  |
| 4    | "Hangman" Adam Page | 1er   | 13 novembre 2021  | 197            | Full Gear                  | Minneapolis (Minnesota)    | Il bat Kenny Omega pour devenir le quatrième champion du monde. | [ 9 ]  |
| 5    | CM Punk             | 1er   | 29 mai 2022       | 87             | Double or Nothing          | Las Vegas (Nevada)         | Il bat "Hangman" Adam Page pour devenir le cinquième champion du monde. | [ 10 ] |
| Int. | Jon Moxley          | 2e    | 26 juin 2022      | 59             | Forbidden Door             | Chicago (Illinois)         | Il bat Hiroshi Tanahashi pour devenir le champion du monde intérimaire en attendant le retour de CM Punk, absent pour blessure.                                                                                    | [ 11 ] |
| 6    | Jon Moxley          | 2e    | 24 août 2022      | 11             | Dynamite                   | Cleveland (Ohio)           | Il bat CM Punk rapidement pour redevenir définitivement champion du monde et devient le premier catcheur à gagner deux fois la ceinture.                                                                           | [ 12 ] |
| 7    | CM Punk             | 2e    | 4 septembre 2022  | 3              | All Out                    | Hoffman Estates (Illinois) | Il prend sa revanche sur Jon Moxley et devient le second catcheur à gagner deux fois la ceinture. Il s'agit du règne le plus court de l'histoire du titre.                                                         | [ 13 ] |
| —    | Vacant              | —     | 7 septembre 2022  | 14             | Dynamite                   | Buffalo (New York)         | Le président de la AEW, Tony Khan, annonce la vacation de la ceinture, à la suite d'une suspension de CM Punk. Un nouveau tournoi est organisé pour couronner un nouveau champion.                                 | [ 14 ] |
| 8    | Jon Moxley          | 3e    | 21 septembre 2022 | 59             | Dynamite: Grand Slam       | Queens (New York)          | Il bat Bryan Danielson en finale du tournoi et devient le premier catcheur à gagner trois fois la ceinture. | [ 15 ] |
| 9    | MJF                 | 1er   | 19 novembre 2022  | 406            | Full Gear                  | Newark (New Jersey)        | Il bat Jon Moxley, aidé par le poing américain de William Regal, pour devenir le sixième champion du monde et le plus jeune catcheur à gagner la ceinture. Il s'agit du règne le plus long de l'histoire du titre. | [ 16 ] |
| 10   | Samoa Joe           | 1er   | 30 décembre 2023  | 113            | Worlds End                 | Uniondale (New York)       | Il bat MJF par soumission pour devenir le septième champion du monde. | [ 17 ] |
| 11   | Swerve Strickland   | 1er   | 21 avril 2024     | 126            | Dynasty                    | Saint-Louis (Missouri)     | Il bat Samoa Joe pour devenir le huitième champion du monde et le premier catcheur afro-américain à gagner la ceinture.                                                                                            | [ 18 ] |
| 12   | Bryan Danielson     | 1er   | 25 août 2024      | 48             | All In                     | Londres ( Royaume-Uni)     | Il bat Swerve Strickland par soumission dans un Title vs. Career match pour devenir le neuvième champion du monde.                                                                                                 | [ 19 ] |
| 13   | Jon Moxley          | 4e    | 12 octobre 2024   | 273            | WrestleDream               | Tacoma (Washington)        | Il bat Bryan Danielson par soumission, devient le premier catcheur à gagner quatre fois la ceinture et au plus grand nombre de règnes.                                                                             | [ 20 ] |
| 14   | "Hangman" Adam Page | 2e    | 12 juillet 2025   | 1+             | All In                     | Arlington (Texas)          | Il bat Jon Moxley par soumission dans un Texas Death match et devient le troisième catcheur à gagner deux fois la ceinture.                                                                                        | [ 21 ] |

## Règnes combinés
| Signe | Notes                          |
| ----- | ------------------------------ |
|       | Travaille actuellement à l'AEW |

| Rang | Champion          | Règnes | Jours | 1re victoire |
| ---- | ----------------- | ------ | ----- | ------------ |
| 1    | Jon Moxley        | 4      | 621   | 29 fév. 2020 |
| 2    | MJF               | 1      | 406   | 19 nov. 2022 |
| 3    | Kenny Omega       | 1      | 346   | 2 déc. 2020  |
| 4    | Adam Page         | 1      | 197   | 13 nov. 2021 |
| 5    | Chris Jericho     | 1      | 182   | 31 août 2019 |
| 6    | Swerve Strickland | 1      | 126   | 21 avr. 2024 |
| 7    | Samoa Joe         | 1      | 113   | 30 déc. 2023 |
| 8    | CM Punk           | 2      | 90    | 29 mai 2022  |
| 9    | Bryan Danielson   | 1      | 48    | 25 août 2024 |